# Noapte de vis

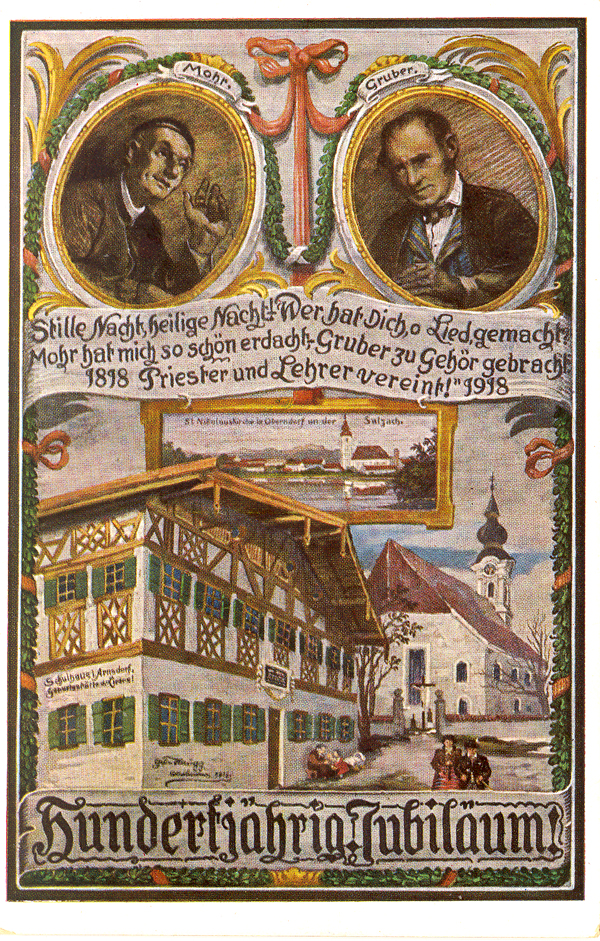
Carte poștală de aniversare 1918

Noapte de vis (în germană: Stille Nacht, heilige Nacht; literal „Noapte tăcută, noapte sfântă”) este cel mai vestit colind de Crăciun din lume. A fost compus la Crăciun în anul 1818 de învățătorul Franz Xaver Gruber (1787-1863) în satul Arnsdorf (comuna Lamprechtshausen, landul Salzburg, Austria), la cererea textierului Joseph Mohr, care scrisese textul deja în anul 1816. Colindul a fost prezentat pentru prima dată în 1818 de Crăciun, în localitatea Oberndorf bei Salzburg, unde Joseph Mohr era preot.
Colindul a fost tradus în 130 de limbi și circulă în peste 300 de variante.

## Versuri
Noapte de vis, timp preasfânt,

Toate dorm pe pământ

Două inimi veghează,

Pruncul dulce visează

Într-un leagăn de cânt.

Intr-un leagan de cânt.

Noapte de vis

Timp preasfânt, 

Dumnezeu râde blând

Pieptu-I vibreaz-a iubire

Lumi-i îi dă mântuire

Pacea-n ea aducând 

Pace-n ea aducând

Noapte de vis

Timp prea sfânt

Păstorași vin cântând

Îngerii cânta Aleluia

Lumii vestesc bucuria:

Domnul e pe pământ

Domnul e pe pământ

## Variantă
Noapte de vis 
Timp prea sfânt,
Toate dorm pe pământ
Doar două inimi veghează
Pruncul dulce visează
Într-un leagăn de vis //bis
Noapte de vis 
Timp preasfânt, 
Dumnezeu râde blând 
Pieptu-I vibrează iubire 
Lumi-i îi dă mântuire 
Pacea-n ea aducând //bis
Noapte de vis 
Timp prea sfânt,
Păstorași vin cântând 
Îngerii cântă Aleluia 
Lumii vestesc bucuria: 
Domnul e pe pământ //bis

## Legături externe
Materiale media legate de Stille Nacht Heilige Nacht la Wikimedia Commons
- Alte versiuni românești ale textului